# Neílton
Neílton Meira Mestzk, genannt Neílton, (* 17. Februar 1994 in Nanuque, MG) ist ein brasilianischer Fußballspieler.

## Karriere
Der Spieler erhielt seine fußballerische Grundausbildung beim FC Santos. Hier erhielt er in der Saison 2013 auch seine ersten Einsätze in der brasilianischen Meisterschaft.
Am 5. Juni 2014 wurde sein Wechsel zum Cruzeiro EC nach Belo Horizonte bekannt. Er startete verletzt in die Saison und musste sich zunächst einem Aufbautraining unterziehen. Im Auswärtsspiel gegen Chapecoense am 37. Spieltag erhielt er seinen einzigen Einsatz in der Saison und somit seinen ersten in der Série A. Er stand in der Startelf und wurde in der 72. Minute für Hugo Ragelli ausgewechselt. Cruzeiro stand bereits vor dem Spiel als Sieger der Meisterschaft fest und Neílton wurde mit diesem einen Einsatz auch Titelträger.
Nachdem Neílton unter dem neuen Trainer von Cruzeiro Vanderlei Luxemburgo keine Berücksichtigung mehr gefunden hatte, wurde er Anfang August 2015 an den Botafogo FR ausgeliehen. Die Leihe war befristet bis Ende des Jahres. Das Leihgeschäft wurde später um ein Jahr verlängert. In seinem ersten Jahr bei Botafogo bestritt 18 Spiele in der Série B und erzielte 6 Tore. Am Ende der Saison konnte die Meisterschaft und der Aufstieg in die Série A gefeiert werden. Ende der Saison 2016 sollte sein Vertrag um ein weiteres Jahr verlängert werden. Botafogo war der Preis in Höhe von 6 Millionen Real zu hoch, so dass das Geschäft nicht zustande kam.
Im Dezember 2016 wurde bekannt, dass sich Neíltons Stammverein Cruzeiro und der FC São Paulo auf ein Tauschgeschäft geeinigt hatten. Neílton wechselte zu São Paulo und der Spieler Hudson zu Cruzeiro. Beide Spieler wurden jeweils ausgeliehen. Nach Beendigung der Staatsmeisterschaft von São Paulo wurde die Leihe durch São Paulo vorzeitig beendet. Am 25. Mai 2017 wurde bekannt, dass Neílton von Cruzeiro zum EC Vitória wechselt. Der Kontrakt erhielt eine Laufzeit bis Ende 2020.
Zur Saison 2019 wurde Neílton an den SC Internacional für ein Jahr ausgeliehen. Der Kontrakt erhielt eine Kaufoption zum Ende der Leihe. Die Option wurde nicht gezogen. Anstatt zu Vitória zurückzugehen, schloss sich ein weiteres Leihgeschäft an. Neílton ging für sechs Monate nach Dubai zum Hatta Club. Nach seiner Rückkehr nach Brasilien kündigte aufgrund seiner unsicheren Position bei Vitória seinen Kontrakt. Neílton unterzeichnete beim Coritiba FC einen Vertrag bis Jahresende 2022. In der Série A 2020 bestritt Neílton noch 24 Spiele (ein Tor) für Coritiba. Am Saisonende belegte der Klub den 19. Platz und musste in die Série B 2021 absteigen. Durch ein Leihgeschäft sollte Neílton aber auch 2021 in der Série A spielen können. Am 15. März 2021 wurde seine Leihe an Sport Recife bis zum Jahresende bekannt gegeben. 2022 verbrachte er wieder bei Coritiba. Hier bestritt er zwei Spiele in der Staatsmeisterschaft und vier in der Série A 2022.
Zum Start in die Spielzeit 2023 wechselte Neílton zum Guarani FC. Mit dem Klub trat er zunächst in der Staatsmeisterschaft von São Paulo (sechs Spiele, zwei Tore) und dann in der Série B 2023 an. Bis zum 15. Spieltag hatte er für den Klub acht torlose Spiele bestritten, dann wechselte Neílton zum Ligakonkurrenten Criciúma EC. Für den Start in das Jahr 2024 verpflichtete der EC Água Santa den Spieler. Nach Beendigung der Série D 2024 wurde er an Chapecoense ausgeliehen, mit welchem er noch in der Série B 2024 und im Staatspokal von Santa Catarina an.

## Erfolge
Cruzeiro
- Campeonato Brasileiro de Futebol: 2014

Botafogo
- Série B: 2015

Coritiba
- Staatsmeisterschaft von Paraná: 2022

## Auszeichnungen
Vitória
- Staatsmeisterschaft von Bahia bester Spieler: 2018
- Staatsmeisterschaft von Bahia Torschützenkönig: 2018 (7 Tore)
- Copa do Brasil Torschützenkönig: 2018 (4 Tore)